# Galbella lata
Galbella lata es una especie de escarabajo del género Galbella, familia Buprestidae. Fue descrita científicamente por Fairmaire en 1900.